# Dolog Huluan
Dolog Huluan is een bestuurslaag in het regentschap Simalungun van de provincie Noord-Sumatra, Indonesië. Dolog Huluan telt 1686 inwoners (volkstelling 2010).